# Giorgos Germenis
Giorgos Germenis (griechisch Γιώργος  Γερμενής, * 20. Jahrhundert) ist ein griechischer Musiker und Politiker. Bei den Parlamentswahlen 2012 wurde er als Vertreter der neonazistischen Partei Chrysi Avgi in das griechische Parlament gewählt. Er spielt Bass und singt unter dem Pseudonym Kaiadas bei der Death-/Black-Metal-Band Naer Mataron.

## Leben

### Musikalische Karriere
Giorgos Germenis schloss sich Naer Mataron 1997 an und spielt seitdem dort als Bassist, seit 2012 ist er außerdem der Sänger der Band.

### Parteikarriere
Aus einem eher linksorientierten Elternhaus stammend, schloss sich Giorgos Germenis 1990 Chrysi Avgi an, als Reaktion auf Demonstrationen in Makedonien. Nikolaos Michaloliakos holte Germenis persönlich als Repräsentanten für den Wahlkreis Athen in das Parteikomitee der Chrysi Avgi. Politisch verbindet Germenis Nationalismus mit satanistischen Positionen. In Interviews gibt er sich europafeindlich und fordert eine Rückführung illegaler Migranten. Sein Platz auf den Wahllisten ist in der griechischen Öffentlichkeit und selbst im konservativen Lager jedoch sehr umstritten, da er sich öffentlich zum Satanismus bekennt. Zudem ist sein Künstlername Kaiadas der Name einer Schlucht, in der im antiken Sparta „jene kranken Kinder geworfen wurden, die der ‚Härte des Lebens‘ nicht gewachsen waren“.
In einem Interview mit Euronews sagte Germenis im April 2012, dass Griechenlands Fabriken wieder auferstehen, deren Schlote wieder qualmen müssen, und natürlich müssten alle illegalen Einwanderer das Land verlassen.
Bekannt wurde ein Video, bei dem der Politiker als Ordnungshüter bei einer Pressekonferenz der Partei die Journalisten aufforderte, stramm zu stehen, als Michaloliakos den Raum betrat, und zwar mit dem Ruf „ἐγέρθητω“ (statt „ἐγέρθητι“) in grammatikalisch missglücktem Altgriechisch.
Bei den griechischen Parlamentswahlen am 16. Mai 2012 zog Germenis formal als Drittgereihter in das Parlament ein. Da sich keine zuverlässigen Mehrheiten und damit keine Regierung bilden konnte, wurde für den 6. Juni 2012 eine neue Wahl einberufen. Germenis’ Band Naer Mataron beteuerte in einer Stellungnahme auf ihrer Website, eine unpolitische Band zu sein, aber die politischen Aktivitäten ihres Mitglieds zu respektieren.
Im September 2012 kam es in Rafina zu gewalttätigen Angriffen auf Marktverkäufer mit vermeintlichem Migrationshintergrund durch Mitglieder der Chrysí Avgí. Germenis versuchte diese im Nachhinein zu rechtfertigen: „Wir unternahmen einen Spaziergang über den Bazar und hörten den Problemen der kleinen Warenverkäufer zu, als wir bemerkten, dass einige illegale Immigranten ihre Sachen ohne gültige Lizenz zu verkaufen versuchten. Wir informierten die Polizei und dann taten wir das, was von uns als Golden Dawn erwartet wird.“ Das oberste Gericht Griechenlands forderte die Aufhebung von Germenis’ politischer Immunität.
Im Oktober 2012 nahm Germenis an den Protesten gegen eine Theatervorstellung des Stücks Corpus Christi teil, welches das Christentum kritisiert und von Terrence McNally stammt. Die Demonstration endete mit der versuchten Stürmung des Hytirio-Theaters durch Mitglieder und Abgeordnete der Chrysí Avgí. Germenis Immunität als Parlamentarier wurde ebenfalls im Oktober 2012 durch das griechische Parlament aufgehoben.
Im April 2013 verletzte Germenis ein 12-jähriges Mädchen, während er versuchte, den amtierenden Bürgermeister von Athen, Giorgos Kaminis, zu attackieren. Germenis wird gleichzeitig beschuldigt, dass er versucht habe, eine Schusswaffe zu ziehen. Germenis erstattete ebenso Anzeigen gegen den Bürgermeister, dessen zwei Bodyguards und den Polizeichef.
Im September 2013 stellte sich Germenis nach einer Durchsuchungswelle gegen die Chrysi Avgi der Polizei.

### Gerichtsverfahren
Im Januar 2014 wurde Germenis in Untersuchungshaft genommen. Er wird verdächtigt, eine Schlüsselrolle in einer kriminellen Organisation innezuhaben, die für Angriffe auf Migranten verantwortlich gemacht wird.

## Diskografie

### Mit Naer Maraton
- Siehe Naer Mataron#Diskografie.

### Mit Kaiadas
- 1997: …And the Battles Will Start Again (Demo, indiziert, BAnz AT 28.11.2014 B5)
- 2000: Split-EP mit The True Frost (Split-7’’, Satanic Terror)

### Weitere Beteiligungen
- 2001: Der Stürmer · The Blood Calls for W.A.R.[18] (indiziert am 31. Dezember 2004[19])
- 2003: Crucifiction · Crucified with Horns (Demo)
- 2006: Nekysia · Manes Exitae paternis (Demo)
- 2010: Gospel of Grief · Our Symbol of Death (Cryptia Production, Gastgesang auf dem Titelstück)